# Miss Roraima 2013
Miss Roraima 2013 foi a 44ª edição do tradicional concurso de beleza feminina de Miss Roraima. Esta edição elegeu a melhor roraimense para a disputa nacional de Miss Brasil 2013, válido para o Miss Universo. Normalmente, a coordenadora responsável mandava candidatas biônicas, isto é, sem passar por uma competição estadual. O evento contou com a presença de quatro candidatas e não foi televisionado. Karoline Rodrigues, detentora do título no ano anterior, coroou sua sucessora ao título no final do certame, realizado na casa de espetáculos Cenarium Eventos, na capital do estado. A competição ainda contou com a presença da Miss Brasil 2012, Gabriela Markus.

## Resultados

### Colocações
| Posição   | Município e Candidata              |
| Vencedora | - Boa Vista - Bianca Matte         |
| 2º. Lugar | - Caracaraí - Jimena Araújo        |
| 3º. Lugar | - Rorainópolis - Carliane Giordani |
| 4º. Lugar | - Alto Alegre - Larissa Faust      |

## Candidatas
Disputaram o título este ano:
- Alto Alegre - Larissa Faust [7]
- Boa Vista - Bianca Matte [8]
- Caracaraí - Jimena Araújo [9]
- Rorainópolis - Carliane Giordani [10]